# Het Volk (journal belge)
Pour les articles homonymes, voir Volk et Het Volk.
Ne doit pas être confondu avec Het Volk (journal néerlandais).
Het Volk (en français : « Le Peuple ») était un quotidien belge en néerlandais qui, à l'instar du Standaard et du Nieuwsblad, était édité par Corelio jusqu'au 9 mai 2008[pas clair].

## Histoire

### Fusion avecHet Nieuwsblad
Het Volk annonça le 5 mai 2008 qu'il fusionnerait avec Het Nieuwsblad et De Gentenaar (nl) à partir du samedi 10 mai. Le dernier exemplaire du journal parut le 9 mai 2008, après 117 années d'existence. Depuis 2001, ces trois journaux (Het Volk, Het Nieuwsblad et De Gentenaar) eurent été rédigés au sein d'une rédaction commune, avec un seul rédacteur en chef à leur tête. Durant ses dernières années d'existence, Het Volk ne se différenciait du Nieuwsblad que par sa couverture.
En mai 2008, Het Volk tirait en moyenne 70 000 exemplaires quotidiens et Het Nieuwsblad 200 000. Le nouveau titre né de cette fusion se vend donc à plus de 270 000 exemplaires, est lu par plus d'un million de lecteurs quotidiens et est un des plus gros quotidiens flamands. Jusqu'au 2 mars 2009, le nom Het Volk est apparu en couverture sous le titre Het Nieuwsblad.